# Wareham St Martin
Pour les articles homonymes, voir Wareham et Saint-Martin.
Wareham St Martin est une paroisse civile du Dorset, en Angleterre.